# Hora de Ouro

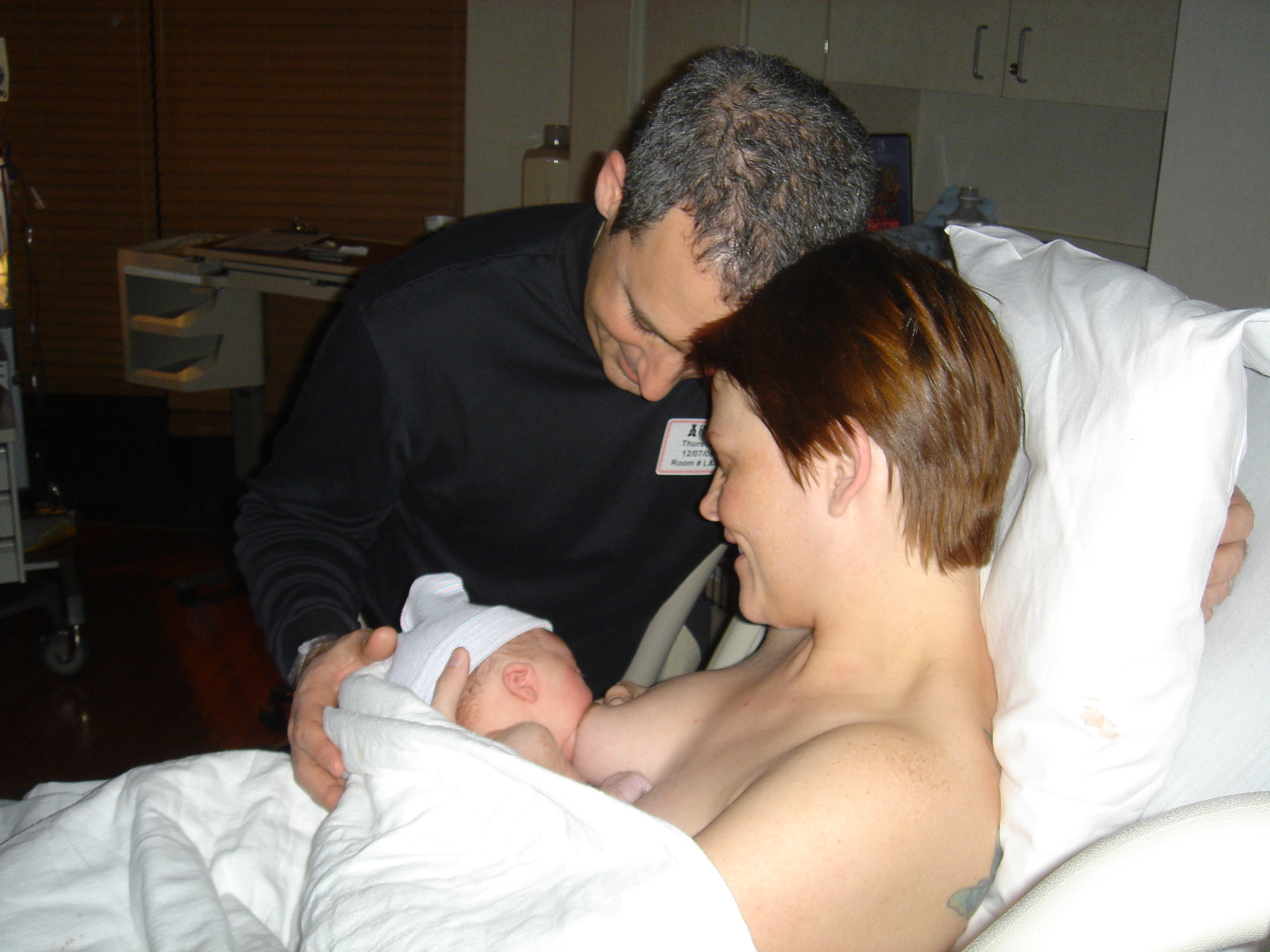
A primeira mamada durante a Hora Dourada

Hora de Ouro ou Hora Dourada (conhecida internacionalmente como Golden Hour), pode ser definida como a primeira hora pós parto, ou seja, os primeiros sessenta minutos de vida de um bebê (prematuro ou a termo) fora do útero. São muitos os acontecimentos dessa primeira hora pós-natal. A começar pelas mudanças fisiológicas que ocorrem nos sistemas cardiovascular, respiratório, imunológico e metabólico do recém-nascido. Dessa forma, o bebê precisará passar por múltiplos mecanismos de adaptação para que possa viver no ambiente extrauterino, e, para isso, algumas intervenções precisam ser praticadas na hora de ouro. Essas intervenções baseiam-se nos três pilares da hora dourada, que são: o contato pele-a-pele (CPP) entre mãe e bebê, o corte tardio do cordão umbilical e a iniciação precoce da amamentação.
Com a mãe e o bebê estáveis, o contato pele-a-pele deve ocorrer logo após o parto, colocando o recém nascido de bruços e nu - apenas com gorro para proteger a cabeça e com cobertor sobre as costas - e acomodá-lo sobre o tórax materno. Essa prática deve ser incentivada e mantida durante a hora dourada já que promove benefícios como o controle da temperatura corporal (termorregulação) e colonização da pele do neonato, prevenção da hipoglicemia (já que poupa o gasto de reservas hepáticas de glicose), melhor adaptação da vida extrauterina e redução do estresse materno e neonatal, estímulo do início da amamentação precoce e auxílio da formação de vínculo entre a mãe e o bebê.
A Organização Mundial da Saúde (OMS), recomenda o clampeamento tardio do cordão umbilical após a interrupção da circulação placentária, ou seja, passados um a três minutos depois do nascimento, visto que promove: aumento das reservas de ferro no momento do nascimento, redução do risco de anemia na primeira infância e redução da hemorragia intraventricular.
A amamentação precoce é decorrente do contato pele-a-pele, na qual o bebê é capaz de procurar o peito da mãe e dar início a movimentos de sucção, tal comportamento é denominado como Breast Crawl. O aleitamento materno na primeira hora de vida é essencial para a saúde do neonato, pois assegura benefícios imunológicos, visto que o colostro é rico em nutrientes e anticorpos, previne o desmame precoce e contribui para menores taxas de mortalidade neonatal. A Iniciativa Hospital Amigo da Criança recomenda que a amamentação ocorra na primeira meia hora após o nascimento. Ainda em sala de parto, a primeira mamada deve ocorrer com livre demanda do bebê e abrangendo todo suporte e auxílio informativo e demonstrativo para a mãe, mas ainda assim garantindo a privacidade do binômio mãe e filho.